# PGC 72912
LEDA/PGC 72912, auch UGC 12847, ist eine sehr kompakte Galaxie im Sternbild Fische auf der Ekliptik. Sie ist schätzungsweise 310 Millionen Lichtjahre von der Milchstraße entfernt und hat einen Durchmesser von etwa 155.000 Lichtjahren.  Vom Sonnensystem aus entfernt sich das Objekt mit einer errechneten Radialgeschwindigkeit von näherungsweise 6.800 Kilometern pro Sekunde. Vermutlich bildet sie gemeinsam mit NGC 7787 ein gravitativ gebundenes Galaxienpaar.
Im selben Himmelsareal befinden sich unter anderem die Galaxien PGC 1163067, PGC 1163881, PGC 1166601, PGC 1168960.